# هانز مايكل ريبيرغ
هانز مايكل ريبيرغ (بالألمانية: Hans-Michael Rehberg)‏‏ (2 أبريل 1938 – 7 نوفمبر 2017) هو ممثل، وممثل صوت، وممثل مسرحي، وممثل أفلام من ألمانيا . ولد في فورستنفالدة.

## جوائز
حصل على جوائز منها:
- ميدالية كاينز  [لغات أخرى]‏.

## روابط خارجية
- هانز مايكل ريبيرغ على موقع IMDb (الإنجليزية)
- هانز مايكل ريبيرغ على موقع روتن توميتوز (الإنجليزية)
- هانز مايكل ريبيرغ على موقع مونزينجر (الألمانية)
- هانز مايكل ريبيرغ على موقع قاعدة بيانات الأفلام العربية
- هانز مايكل ريبيرغ على موقع ألو سيني (الفرنسية)
- هانز مايكل ريبيرغ على موقع ميوزك برينز (الإنجليزية)
- هانز مايكل ريبيرغ على موقع أول موفي (الإنجليزية)
- هانز مايكل ريبيرغ على موقع قاعدة بيانات الأفلام السويدية (السويدية)
- هانز مايكل ريبيرغ على موقع ديسكوغز (الإنجليزية)
- هانز مايكل ريبيرغ على موقع قاعدة بيانات الفيلم (الإنجليزية)